# Coppa Italia 2018-2019 (pallavolo femminile)
La Coppa Italia 2018-2019 si è svolta dal 16 gennaio al 3 febbraio 2019: al torneo hanno partecipato otto squadre di club italiane e la vittoria finale è andata per la terza volta, la seconda consecutiva, all'AGIL.

## Regolamento
Le squadre hanno disputato quarti di finale, giocati con gare di andata e ritorno (viene disputato un golden set in caso di stesso quoziente set), semifinali e finale.

## Squadre partecipanti
| Squadra         | Qualificazione                          | Ultima partecipazione |
| --------------- | --------------------------------------- | --------------------- |
| AGIL            | 1ª al girone di andata Serie A1 2018-19 | Coppa Italia 2017-18  |
| Casalmaggiore   | 5ª al girone di andata Serie A1 2018-19 | Coppa Italia 2016-17  |
| Cuneo Granda    | 8ª al girone di andata Serie A1 2018-19 | Debutto               |
| Imoco           | 3ª al girone di andata Serie A1 2018-19 | Coppa Italia 2017-18  |
| Pro Victoria    | 6ª al girone di andata Serie A1 2018-19 | Coppa Italia 2017-18  |
| San Casciano    | 7ª al girone di andata Serie A1 2018-19 | Coppa Italia 2017-18  |
| Savino Del Bene | 2ª al girone di andata Serie A1 2018-19 | Coppa Italia 2017-18  |
| UYBA            | 4ª al girone di andata Serie A1 2018-19 | Coppa Italia 2017-18  |

## Torneo

### Tabellone
|  | Quarti di finale | Quarti di finale | Quarti di finale | Quarti di finale |  |   | Semifinali      | Semifinali | Semifinali |  |   | Finale | Finale | Finale |
|  |                  |                  |                  |                  |  |   |                 |            |            |  |   |        |        |        |
|  | 1                | AGIL             | 3                | 3                |  |   |                 |            |            |  |   |        |        |        |
|  | 1                | AGIL             | 3                | 3                |  |   |                 |            |            |  |   |        |        |        |
|  | 8                | Cuneo Granda     | 0                | 1                |  |   |                 |            |            |  |   |        |        |        |
|  | 8                | Cuneo Granda     | 0                | 1                |  | 1 | AGIL            | 3          |            |  |   |        |        |        |
|  |                  |                  |                  |                  |  | 1 | AGIL            | 3          |            |  |   |        |        |        |
|  |                  |                  |                  |                  |  |   | 4               | UYBA       | 0          |  |   |        |        |        |
|  | 4                | UYBA             | 3                | 3                |  |   | 4               | UYBA       | 0          |  |   |        |        |        |
|  | 4                | UYBA             | 3                | 3                |  |   |                 |            |            |  |   |        |        |        |
|  | 5                | Casalmaggiore    | 1                | 1                |  |   |                 |            |            |  |   |        |        |        |
|  | 5                | Casalmaggiore    | 1                | 1                |  |   |                 |            |            |  | 1 | AGIL   | 3      |        |
|  |                  |                  |                  |                  |  |   |                 |            |            |  | 1 | AGIL   | 3      |        |
|  |                  |                  |                  |                  |  |   |                 |            |            |  |   | 3      | Imoco  | 2      |
|  | 2                | Savino Del Bene  | 3                | 2                |  |   |                 |            |            |  |   | 3      | Imoco  | 2      |
|  | 2                | Savino Del Bene  | 3                | 2                |  |   |                 |            |            |  |   |        |        |        |
|  | 7                | San Casciano     | 1                | 3                |  |   |                 |            |            |  |   |        |        |        |
|  | 7                | San Casciano     | 1                | 3                |  | 2 | Savino Del Bene | 0          |            |  |   |        |        |        |
|  |                  |                  |                  |                  |  | 2 | Savino Del Bene | 0          |            |  |   |        |        |        |
|  |                  |                  |                  |                  |  |   | 3               | Imoco      | 3          |  |   |        |        |        |
|  | 3                | Imoco            | 3                | 3                |  |   | 3               | Imoco      | 3          |  |   |        |        |        |
|  | 3                | Imoco            | 3                | 3                |  |   |                 |            |            |  |   |        |        |        |
|  | 6                | Pro Victoria     | 0                | 1                |  |   |                 |            |            |  |   |        |        |        |
|  | 6                | Pro Victoria     | 0                | 1                |  |   |                 |            |            |  |   |        |        |        |

### Risultati

#### Quarti di finale

##### Andata
| 16 gennaio 2019 PalaCastagnaretta, Cuneo Durata: 1h:05 - Spettatori: 2 213      | Cuneo Granda  | 0 - 3 | AGIL            | 12-25, 16-25, 22-25        |
| 16 gennaio 2019 PalaRadi, Cremona Durata: 1h:41 - Spettatori: ?                 | Casalmaggiore | 1 - 3 | UYBA            | 25-18, 17-25, 23-25, 24-26 |
| 16 gennaio 2019 Nelson Mandela Forum, Firenze Durata: 1h:43 - Spettatori: 2 000 | San Casciano  | 1 - 3 | Savino Del Bene | 18-25, 25-18, 16-25, 22-25 |
| 16 gennaio 2019 Palazzetto dello Sport, Monza Durata: 1h:14 - Spettatori: 809   | Pro Victoria  | 0 - 3 | Imoco           | 23-25, 13-25, 19-25        |

##### Ritorno
| 20 gennaio 2019 PalaTerdoppio, Novara Durata: 1h:35 - Spettatori: 2 000           | AGIL            | 3 - 1 | Cuneo Granda  | 25-23, 25-16, 13-25, 25-23        |
| 21 gennaio 2019 PalaYamamay, Busto Arsizio Durata: 1h:45 - Spettatori: 2 040      | UYBA            | 3 - 1 | Casalmaggiore | 15-25, 25-19, 25-22, 25-18        |
| 19 gennaio 2019 Palazzetto dello Sport, Scandicci Durata: 2h:03 - Spettatori: 970 | Savino Del Bene | 2 - 3 | San Casciano  | 25-22, 25-20, 20-25, 20-25, 18-20 |
| 20 gennaio 2019 PalaVerde, Villorba Durata: 1h:42 - Spettatori: 3 620             | Imoco           | 3 - 1 | Pro Victoria  | 25-21, 24-26, 25-22, 25-15        |

#### Semifinali
| 2 febbraio 2019 PalaOlimpia, Verona Durata: 1h:21 - Spettatori: 3 327 | AGIL            | 3 - 0 | UYBA  | 25-22, 25-21, 25-19 |
| 2 febbraio 2019 PalaOlimpia, Verona Durata: 1h:21 - Spettatori: 3 327 | Savino Del Bene | 0 - 3 | Imoco | 22-25, 22-25, 24-26 |

#### Finale
| 3 febbraio 2019 PalaOlimpia, Verona Durata: 1h:59 - Spettatori: 4 755 | AGIL | 3 - 2 | Imoco | 25-22, 20-25, 12-25, 25-22, 15-12 |